# Diactenis
Diactenis is een geslacht van vlinders van de familie bladrollers (Tortricidae), uit de onderfamilie Tortricinae.

## Soorten
- D. barbarae Diakonoff, 1957
- D. bidentifera Meyrick, 1928
- D. deformata Meyrick, 1928
- D. isotima Diakonoff, 1952
- D. orthometalla (Meyrick, 1922)
- D. plumula Diakonoff, 1952
- D. pteroneura Meyrick, 1907
- D. sequax Diakonoff, 1952
- D. thauma Diakonoff, 1952
- D. tryphera Common, 1965
- D. veligera Meyrick, 1910